# Allium rupicola
Allium rupicola är en amaryllisväxtart som beskrevs av Pierre Edmond Boissier och Paul Mouterde. Allium rupicola ingår i släktet lökar, och familjen amaryllisväxter. Inga underarter finns listade i Catalogue of Life.